# Age of Empires (datorspelsserie)
Age of Empires är en spelserie med Ensemble Studios som huvudsaklig utvecklare och Microsoft Game Studios som distributör. Det första datorspelet i serien var Age of Empires som släpptes 1997 och har följts av nya versioner, uppdateringar och spinoffer.

## Spel i serien

### Windows
- Age of Empires (1997)
- Age of Empires: The Rise of Rome (1998)
- Age of Empires II: The Age of Kings (1999)
- Age of Empires II: The Conquerors (2000)
- Age of Empires III (2005)
- Age of Empires III: The War Chiefs (2006)
- Age of Empires III: The Asian Dynasties (2007)
- Age of Empires Online (2011) - servrar lades ner 1 juli 2014
- Age of Empires II: HD Edition (2013)
- Age of Empires II: HD Edition - The Forgotten (2013)
- Age of Empires II: HD Edition - The African Kingdoms (2015)
- Age of Empires II: HD Edition - Rise of the Rajas (2016)
- Age of Empires: Definitive Edition (2018) [2]
- Age of Empires II: Definitive Edition (2019)[3]
- Age of Empires III: Definitive Edition (2020)[4]
- Age of Empires II: Definitive Edition - Lords of the West (2021)
- Age of Empires III: Definitive Edition - United States Civilization (2021)
- Age of Empires III: Definitive Edition - The African Royals (2021)
- Age of Empires II: Definitive Edition - Dawn of the Dukes (2021)
- Age of Empires IV (28 Oktober 2021)[5]
- Age of Empires III: Definitive Edition - Mexico Civilization (2021)
- Age of Empires II: Definitive Edition - Dynasties of India (2022)
- Age of Empires III: Definitive Edition - Knights of the Mediterranean (2022)
- Age of Empires II: Definitive Edition - Return of Rome (2023)
- Age of Empires II: Definitive Edition - The Mountain Royals (2023)
- Age of Empires II: Definitive Edition – Victors and Vanquished (2024)[6]
- Age of Empires II: Definitive Edition – Chronicles: Battle for Greece (2024) [7]

### Spinoff
- Age of Mythology (2002)
- Age of Mythology: The Titans (2003)
- Age of Mythology: Extended Edition (2014)
- Age of Mythology: Tale of the Dragon (2016)
- Age of Mythology: Retold (2024)
- Age of Mythology: Retold - Immortal Pillars (2024)

### Nintendo DS
- Age of Empires: The Age of Kings (2006)
- Age of Empires: Mythologies (2008)

### Pocket PC
- Age of Empires Gold Edition (2003)

### Mobil
- Age of Empires II (2006)
- Age of Empires III (2007) N-Gage (2009)
- Age of Empires: Castle Siege (2014)
- Age of Empires: World Domination (2015) - Servrar lades ner 30 november 2016
- Age of Empires: Mobile (2024)

### Brädspel
- Age of Mythology: The Boardgame (2003)
- Age of Empires III: The Age of Discovery (2007)

### Fotnoter
1. ↑  ”Age of Empires series” (på engelska). Mobygames. http://www.mobygames.com/game-group/age-of-empires-series. Läst 13 april 2016.
2. ↑  ”Buy Age of Empires: Definitive Edition - Microsoft Store” (på amerikansk engelska). Microsoft Store. https://www.microsoft.com/en-us/store/p/age-of-empires-definitive-edition/9n2kmdvlk85d. Läst 31 januari 2018.
3. ↑  ”Age of Empires 2: Definitive Edition and new campaign coming to Xbox Game Pass” (på engelska). www.polygon.com. https://www.polygon.com/2019/6/9/18658913/microsoft-xbox-e3-2019-age-of-empires-definitive-edition-new-campaign-console. Läst 11 juni 2019.
4. ↑  Knezevic, Kevin (21 augusti 2017). ”Age Of Empires 2 And 3 Remasters Announced” (på amerikansk engelska). GameSpot. https://www.gamespot.com/articles/age-of-empires-2-and-3-remasters-announced/1100-6452723/. Läst 1 november 2018.
5. ↑  Windows (21 augusti 2017). ”Age of Empires IV Announce Trailer”. https://www.youtube.com/watch?v=RYwZ6GZXWhA. Läst 24 januari 2018.
6. ↑  ”Pre-Order Age of Empires II: Definitive Edition – Victors and Vanquished” (på engelska). Age of Empires Official site. 23 februari 2024. https://www.ageofempires.com/news/pre-order-age-of-empires-ii-definitive-edition-victors-and-vanquished/. Läst 15 oktober 2024.
7. ↑  ”Pre-Order Age of Empires II: Definitive Edition – Chronicles: Battle for Greece” (på engelska). Age of Empires Official site. 15 oktober 2024. https://www.ageofempires.com/news/pre-order-age-of-empires-ii-definitive-edition-chronicles-battle-for-greece/.